# طاهر فخر الدين
طاهر فخر الدين هو الداعي المطلق الرابع والخمسون من طائفة البهرة الداودية القطبية، وهي طائفة ضمن الإسلام الشيعي الإسماعيلي تتميز باسم الشيعة الفاطميين الإسماعيليين الطيبيين الداوودي البهري قطبية. وهو ابن خزيمة قطب الدين الداعي المطلق الثالث والخمسين للجماعة. بعد وفاة الداعي المطلق الثاني والخمسين محمد برهان الدين، أكد شخصان حقهما في خلافته، وهما خزيمة قطب الدين ومفضل سيف الدين. أتباع خزيمة قطب الدين يعتبرون طاهر فخر الدين خليفةً له.

## القيادة الدينية والنص
يقود فخر الدين طائفة البهرة الداوودية القطبية من مقره في ثين، بالقرب من مومباي، بالهند. ويُعتبره أتباعه الزعيم الروحي والدنيوي لطائفتهم، بسلطة مستمدة من مفهوم "النص" الشيعي (التسمية الروحية) الذي تبناه سلفه.

### 1. السياق التاريخي
يشير النص إلى تعيين خليفة، وهو جزء لا يتجزأ من استمرارية الدين. يُظهر تاريخ المجتمع أنه لا توجد طريقة صارمة لمنح النص. الشرط الأساسي هو أن يُبلغ القائد الحالي النص، ويجب أن يكون هناك بيان أو مؤشر إيجابي. تعكس طريقة النص لتعيين الداعي المطلق التالي طريقة الأئمة؛ ومع ذلك، في حالة الداعي المطلق، لا يُشترط أن يكون الخليفة ابنًا لأب أو أم للمعين.

### 2. الاتصالات العامة أو الخاصة
النص مظهرٌ من مظاهر إرادة الله برأي الإسماعيلية. ويمكن إعلانه جهارًا وعلنًا، أو تبليغه سرًا، أو توثيقه كتابيًا من المُعيّن. لا يُشترط على المُصادقين الخارجيين (كالشهود) الشهادة على النص، لأن سلطة الإمام وقراره لا تعتمدان على المصادقة الخارجية. وتغني عصمة الإمام عن الحاجة إلى شهود غير معصومين لتأكيد اختياره أو إثباته: ومن المُتناقض أن يخضع تعيين إمام معصوم لشهادة أو موافقة شهود غير معصومين.
أمثلة: النص عن طريق الاتصالات الخاصة يشمل قيام الإمام الثاني عشر بنص خاص للإمام الثالث عشر، ونص الإمام العشرون في شكل مكتوب من خلال رسالة (سجل البشارة) إلى حرة الملكة ، وهي امرأة عزباء، معلنًا إياها شاهدة على تعيين الإمام الحادي والعشرين.

### 3. عدم قابلية نقض حكم النص
بمجرد منحه، يُصبح النص نهائي وغير قابل للإلغاء. وهذا يتماشى مع نظام الاعتقاد الفاطمي الذي يؤكد أن النص يدل على الإرادة الإلهية لله، التي بُثّت في نفس الإمام، ولا يمكن تغييرها أو إلغاؤها. يتم توجيه التعيين بإلهام الإمام (التباين)، مما يضمن أن المعين يتماشى مع التقدير الإلهي المسبق، وبالتالي، يعتبر مثاليًا وخارج التدخل البشري أو التحسين.

## المعتقدات والتعاليم
تؤكد تعاليم فخر الدين على ضرورة عيش الحياة وفقًا لتعاليم أهل البيت بما في ذلك:
1. طلب العلم والعمل الصالح[9]
2. السعي لتحقيق التقدم الروحي[10] والمادي[11] في حياة الفرد
3. عيش حياة الامتنان[12] وأهمية المساعي الفكرية[13]
4. الحفاظ على الفلسفة والتراث والتقاليد الفاطمية[14]
5. المساواة بين الجنسين،[15] والتناغم بين الأديان والتعايش[16]

يدعو فخر الدين إلى تفسير تقدمي للإسلام يوازن بين القيم التقليدية والتعليم الحديث والتقدم العلمي. ويُعلّم أن جوهر الإسلام هو اتباع الطريق الوسطي وهو في الواقع "الطريق المستقيم" إلى الله تعالى، وأن التفجيرات وعمليات قطع الرؤوس التي قامت بها جبهة النصرة، وداعش، وهيئة تحرير الشام لا تمثل الإسلام بشقيه السني والشيعي.

## مزار قطبي
مزار قطبي هو مجمع ديني بناه فخر الدين ويقع في ثين، الهند، بالقرب من منتزه سانجاي غاندي الوطني. يُعد روضة النور، محور المجمع، وهو ضريح بُني تكريمًا للسيد خزيمة قطب الدين رضي الله عنه، وقد نُقش القرآن الكريم كاملًا بالذهب على جدرانه الرخامية الداخلية، مما يُضفي على النصوص الإسلامية صورةً بصريةً خلابة.
يضم المجمع أيضًا قاعةً اجتماعية، ويخدم أغراضًا متعددة تتجاوز كونه مكانًا للخشوع والصلاة. مركز الرعاية الاجتماعية المجاور مفتوح للجميع، بغض النظر عن الطبقة أو العقيدة، ويوفر ثلاث وجبات مجانية يوميًا، وخدمات مثل دورات التدريب المهني للنساء ودورات تعليم الأطفال.

## الجدل
ظلّ النزاع على خلافة الداعي المطلق قائمًا منذ عام 2014 م، مما أدى إلى انقسام في طائفة البهرة الداودية. وطعن مفضل سيف الدين، المعترف به كزعيم من شريحة كبيرة من الطائفة، في ادعاء فخر الدين. وفي 23 نيسان 2024 م، رفضت محكمة بومباي العليا دعوى طاهر فخر الدين، مؤكدةً أن مفضل سيف الدين هو زعيم طائفة البهرة الداودية. وقد استأنف طاهر فخر الدين الحكم.
تنظر هيئة فرعية في محكمة بومباي العليا في الاستئناف. عند قبول الاستئناف وتسريعه في 17 ديسمبر/كانون الأول 2024، أثار المدعى عليه اعتراضات مفادها أن ادعاءات المستأنف قد تُربك أفرادًا أبرياء أو سريعي التأثر من طائفة البهرة الداودية. ردًا على هذه الاعتراضات، أمرت المحكمة بأنه خلال فترة نظر الاستئناف، يجب على المستأنف الامتناع عن التصريح علنًا بأنه "الداعي المطلق الرابع والخمسون لطائفة البهرة الداودية حول العالم". كما وجهت المحكمة وأوضحت أنه في حين أن القيود المحددة تنطبق حصريًا على المستأنف كفرد، فإن أتباعه وغيرهم يظلون أحرارًا في التعبير عن آرائهم الخاصة، وأنه يجب إضافة بعض العبارات المؤهلة إلى موقعه الإلكتروني ومنصات التواصل الاجتماعي الخاصة به.

## المشاركة العامة
يُلقي فخر الدين بانتظام خطبًا دينية وينشر نصوصًا دينية لأتباعه. وفي سلسلة "مجالس الحكمة"، يتناول قضايا الساعة ويقدم إرشادات معاصرة لمجتمعه بثلاث لغات: الإنجليزية، ولغة لسان الدعوة، والعربية.
كما شارك فخر الدين في الحوار بين الأديان وشارك في المناقشات الأكاديمية حول التاريخ الإسلامي وعلم اللاهوت؛ وبصورة عامة فإن الطوائف الشيعية بمختلف تفرعاتها تشارك بصورة أكثف في الحوار الديني من الطوائف السنية.